# Synagoge Steglitz

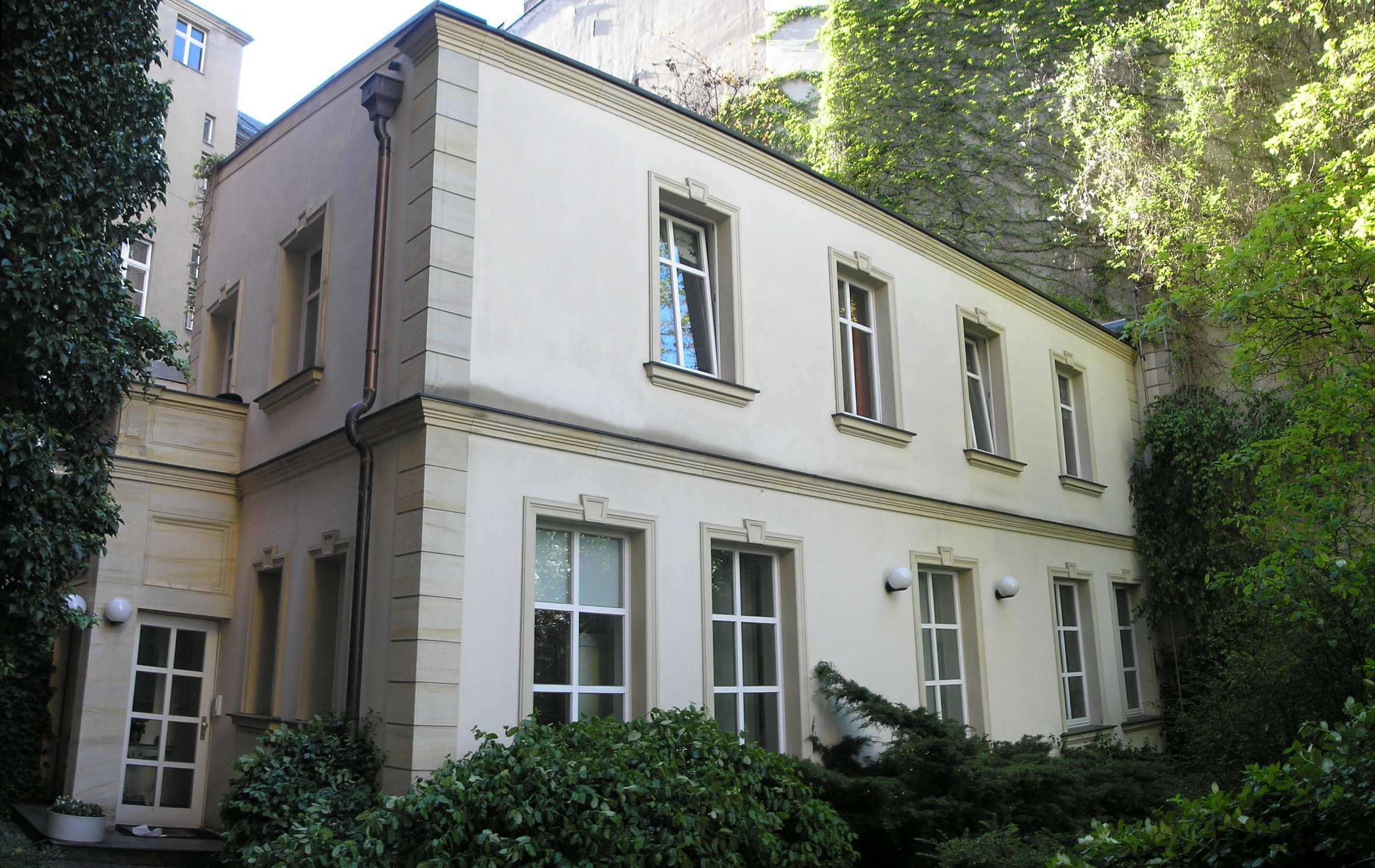
Gebäude der früheren Synagoge

Die Synagoge Steglitz, auch Haus Wolfenstein genannt, war die Synagoge in Steglitz, das seit 1920 zu Berlin gehört. Während der Reichspogromnacht wurde sie von Nationalsozialisten verwüstet, jedoch nicht angezündet. Das auf einem Hinterhof gelegene Gebäude blieb erhalten und steht unter Denkmalschutz, ist jedoch nicht öffentlich zugänglich. Das Mahnmal Spiegelwand auf dem Hermann-Ehlers-Platz vor der früheren Synagoge erinnert an sie und an die Vertreibung und Vernichtung der Berliner Juden während der Zeit des Nationalsozialismus.

## Geschichte

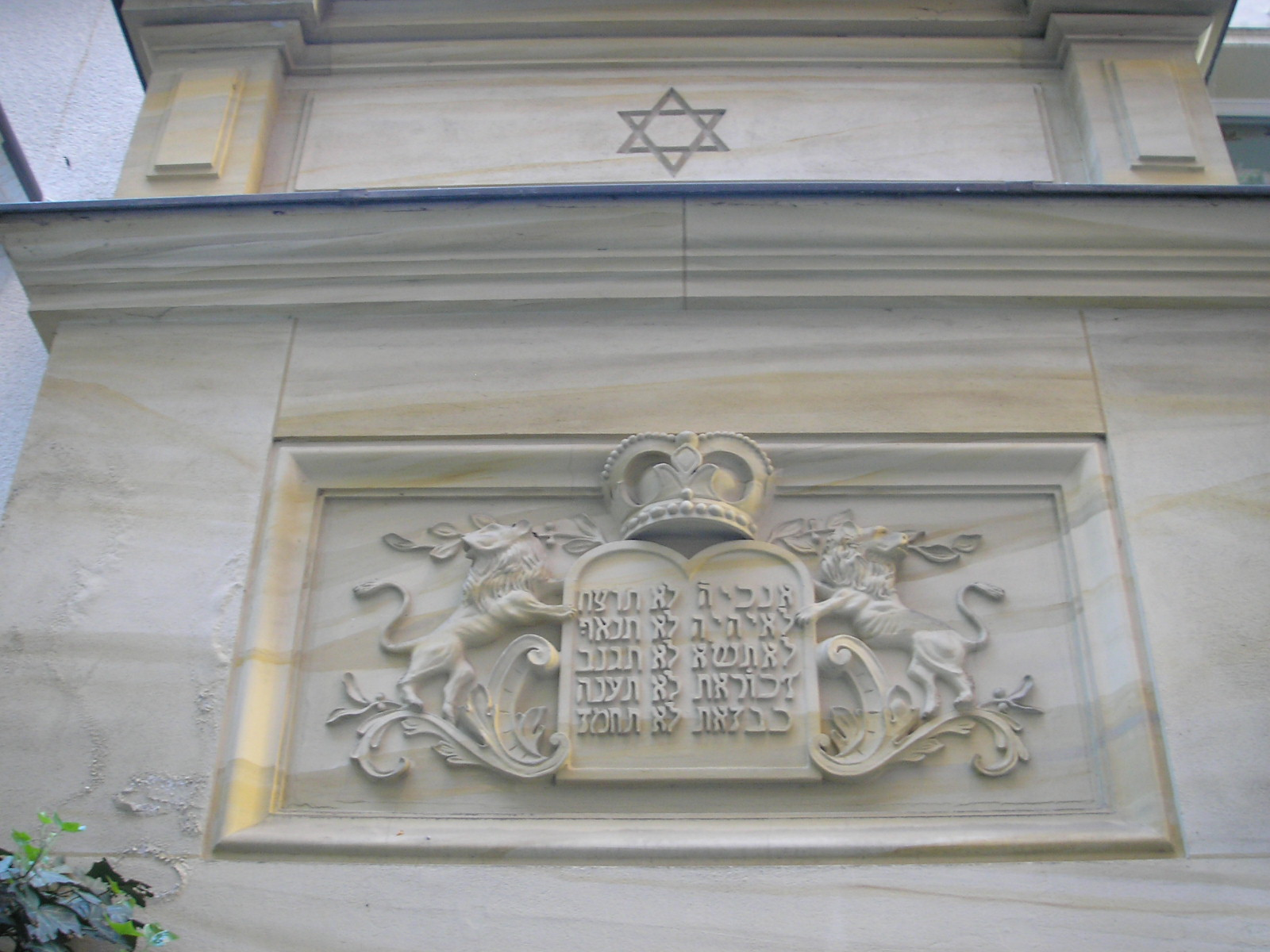
Eingangsbereich

Bereits Mitte des 19. Jahrhunderts wurde der Familie Wolfenstein die Genehmigung erteilt, sich in Steglitz niederzulassen. Im Jahr 1871 erwarb der Kaufmann Moses Wolfenstein (1838–1907) das Grundstück Bergstraße 22 (heute: Düppelstraße 41), wo er vom örtlichen Maurermeister Karl Kuhligk ein Wohnhaus mit einem Bekleidungsgeschäft bauen ließ. 1878 gründeten 14 jüdische Familien aus Steglitz den Religiösen Verein jüdischer Glaubensgenossen zu Steglitz unter Wolfensteins Vorsitz. In den ersten Jahren nutzte der Verein für seine Treffen und Gottesdienste verschiedene Räumlichkeiten im Ort, bevor Wolfenstein im Jahr 1897 ein ehemaliges Stallgebäude auf seinem Grundstück vom Baumeister Johann Sinnig zu einer kleinen Synagoge ausbauen ließ. Die Gemeinde hielt ihre Gottesdienste nach dem konservativen Ritus ab.
Nach dem Tod Wolfensteins am 8. April 1907 übernahm der Psychiater James Fraenkel den Vorsitz der Gemeinde. Nach dem Ersten Weltkrieg wuchs die Gemeinde weiter an, Anfang der 1930er Jahre gehörten ihr 4000 Mitglieder an.
In der Reichspogromnacht vom 9. auf den 10. November 1938 wurde die Synagoge von den Nationalsozialisten verwüstet und geplündert. Sie wurde allerdings nicht angezündet, da sie in einem dichtbebauten Areal lag und sich unter anderem eine Tischlerei in der Nachbarschaft befand. Der letzte Vorsteher der Gemeinde, Kurt Wolfenstein, konnte sich mit seiner Familie in die USA retten und dabei die Thorarollen aus der Synagoge sichern. 1939 wurde die Gemeinde gezwungen, das Grundstück zu verkaufen. Das Geschäftshaus im vorderen Teil des Grundstücks wurde bei einem Bombenangriff im Jahr 1943 zerstört, das Synagogengebäude dabei jedoch nur leicht beschädigt.
Nach dem Zweiten Weltkrieg wurde das Gebäude zunächst als Lagerraum genutzt. An die Nutzung als Synagoge erinnern bis heute ein Fries mit zwei Löwen auf beiden Seiten und eine Tafel in hebräischer Sprache mit den zehn Geboten.
An Moses Wolfenstein erinnert seit 1966 der rund 500 Meter entfernte Wolfensteindamm. Planungen von Ende der 1980er Jahre sahen den Abriss der Synagoge für den Bau einer Ladenpassage vor. Der Verein Haus Wolfenstein protestierte gegen diese Pläne. Ihm gelang es, dass das Gebäude im Jahr 1989 unter Denkmalschutz gestellt wurde. Anfang der 1990er Jahre wurde es saniert. Pläne, in diesem Haus ein Zentrum für jüdische Kultur und eine internationale Begegnungsstätte einzurichten, scheiterten jedoch. Nach dem Neubau des Vorderhauses liegt das Synagogengebäude in einem nicht öffentlich zugänglichen Hinterhof.

## Spiegelwand

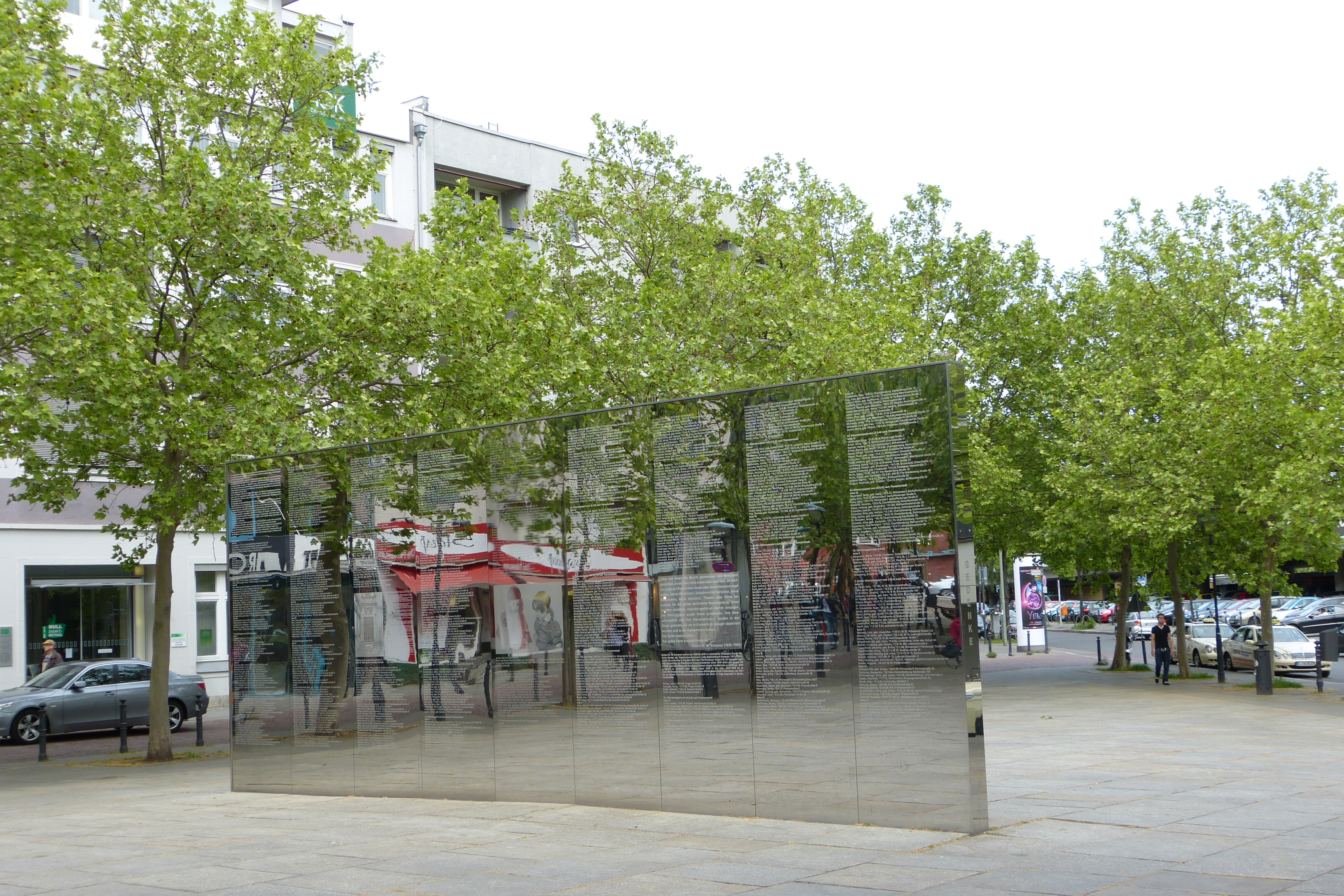
Spiegelwand

Im Jahr 1995 wurde nach längeren politischen Auseinandersetzungen auf dem Hermann-Ehlers-Platz vor dem Grundstück, in dem sich die Synagoge befand, ein als Spiegelwand bekanntes Mahnmal eingeweiht. Zuvor hatten sich die Abgeordneten von CDU, FDP und Republikanern, die zusammen eine Mehrheit im Steglitzer Bezirksparlament bildeten, gegen das Denkmal ausgesprochen. Es konnte erst errichtet werden, nachdem der damalige Berliner Bausenator Wolfgang Nagel (SPD) das Verfahren an sich gezogen hatte.
Die Spiegelwand wurde von  Joachim von Rosenberg und Wolfgang Göschel unter Mitwirkung des Historikers Hans-Norbert Burkert entworfen. Die Wand ist neun Meter lang und 3,50 Meter hoch, ihre Länge entspricht der des Synagogenbaus. Inschriften an der Wand erinnern an die Geschichte der Synagoge und enthalten die Namen von 1758 deportierten jüdischen Bürgern aus Berlin. Das Foto von
Abraham Pisarek aus dem Jahr 1935 zeigt seine Kinder Ruth und Georg mit dem Chanukka-Leuchter. Auf der Wand ist ein Text von Robert Kempner zu lesen. Kempner war ein jüdischer Bürger aus Steglitz und später Ankläger im Nürnberger Prozess gegen die Hauptkriegsverbrecher.

„Man hat ihnen die Berufe genommen, das Besitztum gestohlen, sie durften keinen Kanarienvogel halten, keine Konzerte oder Kinos besuchen, ihre Menschenrechte und ihre Menschenwürde wurde in den Staub getreten, bis sie in Konzentrationslager deportiert wurden und in die Gaskammern kamen.“